# 高山和雅
髙山 和雅（たかやま かずまさ、1956年 - ）は、日本の漫画家。男性。一部「高山和雄」表記もある。

## 概要
「落差」で月刊漫画『ガロ』1980年1月号入選。その後『ガロ』『アフタヌーン』などで作品を発表。その緻密な構成力で描かれるSF作品の評価は高い。
著書として『パラノイア・トラップ』『ノアの末裔』（青林堂）『奇相天覚』『電夢時空』（講談社）などがある。

## 作品リスト

### 漫画
- 『未知』（青林堂『ガロ』、1980年12月）
- 『ラストゲーム』（青林堂『ガロ』、1983年1月）
- 『ノアの末裔』（青林堂『ガロ』、1983年4月 - 1984年11月）
- 『奇相天覚』（講談社『モーニング』、1991年）
- 『電夢時空』（講談社『アフタヌーン』、1995年）
- 『MIYUKI MATA』（スペインの雑誌『el VOBORA』、1995年 - 1996年）
- 『電夢時空2 RUNNER』（講談社『アフタヌーン』、1998年）
- 『牌の魔術師哲也』（竹書房『近代麻雀オリジナル』、2002〜2003年）
- 『天国の魚』（青林工藝舎『アックス』、2014年99号）
- 『魂魄巡礼』（青林工藝舎/2016.11.30）

## 書籍情報
- 『電夢時空2 RUNNER』（高山 和雅）｜講談社コミックプラス
- 『奇相天覚（下）』（高山 和雅，ベリエール）｜講談社コミックプラス
- 『牌の魔術師哲也』（近代麻雀オリジナル）｜竹書房
- 魂魄巡礼|高山和雅|青林工藝舎単行本
- 天国の魚|高山和雅|青林工藝舎単行本